# Delano (Minnesota)
Delano é uma cidade localizada no estado americano de Minnesota, no Condado de Wright.

## Demografia
Segundo o censo americano de 2000, a sua população era de 3837 habitantes.
Em 2006, foi estimada uma população de 4981, um aumento de 1144 (29.8%).

## Geografia
De acordo com o United States Census Bureau tem uma área de
6,7 km², dos quais 6,7 km² cobertos por terra e 0,0 km² cobertos por água. Delano localiza-se a aproximadamente 281 m acima do nível do mar.

## Localidades na vizinhança
O diagrama seguinte representa as localidades num raio de 12 km ao redor de Delano.